# Jesper Wengel
Jesper Wengel (født 22. oktober 1968) er en dansk kemiker og professor ved både Nukleinsyre-Centret og Institut for Fysik, Kemi og Farmaci på Syddansk Universitet. Han forsker i bioorganisk kemi, nukleinsyrerbioteknologi og nanobiovidenskab.

## Uddannelse og karriere
Wengel er uddannet Cand.scient. i kemi og biologi fra Odense Universitet i 1988. Herefter læste han en Ph.D. samme sted, som han færdiggjorde i 1992. Undervejs ver han på University of Colorado i USA. Han blev ansat som adjunkt (1991-1994) og herefter lektor (1994-1996) i organisk kemi på Odense universitet. I 1996 blev han udnævnt som professor i bioorganisk kemi samme sted, og herefter fra 2000 som professor i organisk kemi.
Han har skrevet omkring 400 videnskabelige artikler, og har et h-index på 56.
Han har været medlem af en række bestyrelser,heriblandt Afdelingen for kemi, Odense Univeristet (1991-1992 og 1996), Kemisk Forenings organiske afdeling (1997-2000 og som formand 1999-2000), formand for Kemilaboratorium II, afdelingen for Kemi på Københavns Universitet (1998-2000), formand for RiboTask ApS (2006-), Fysikafdelingen på Syddansk Universitet (2006-) og formand for Det Strategiske Forskningsråd på Syddansk Universitet (2011-).

## Hæder
Priser
- 1995: Undervisningspris, Naturvidenskabeligt Fakultet, Odense Universitet
- 2000: Biokemi undervisningspris, Københavns Universitet
- 2001: Bjerrum Medaljen, Kemisk Forening
- 2002: Yngre Forskerpris, Lundbeckfonden[2]
- 2002: Industripris, Danmarks Naturvidenskabelige Akademi[2]
- 2004: UCB-ehrlich Award for Excellence in Medicinal Chemistry
- 2005: Villum Kann Rasmussens Årslegat, Villum Fonden[2]
- 2006: OBC Lecture Award Winner
- 2007: Forskningsprisen, Dansk Magisterforening[3]
- 2008: Direktør Ib Henriksens Pris[4]

Medlemskaber
- Videnskabernes Selskab
- Akademiet for de Tekniske Videnskaber
- Danmarks Naturvidenskabelige Akademi